# Vilimoni Delasau
Vilimoni Delasau (ur. 12 lipca 1977 r. w Ba) – fidżyjski rugbysta występujący na pozycji skrzydłowego ataku, reprezentant kraju, uczestnik Pucharu Świata w 2003 i 2007 roku.

## Kariera klubowa
Delasau wychowywał się w mieście Ba, a swoją karierę rugby rozpoczynał w rodzimej lidze w klubie z miasta Lautoka. W sezonie 1999 zdobył 82 przyłożenia i został wybrany najlepszym graczem sezonu na Fidżi. Wyśmienita gra zaowocowała powołaniami do reprezentacji, zarówno tej siedmio-, jak i piętnastoosobowej. Zanim Dels trafił do Japonii i klubu Yamaha, przez dwa lata występował w lidze francuskiej w klubie Stade Montois. W barwach tego klubu wystąpił w Challenge Cup. Kolejnym krokiem Fidżyjczyka była przeprowadzka do Nowej Zelandii. Tak znalazł zatrudnienie w występującym w Super 12 Crusaders i regionalnym Canterbury. Dla Crusaders zagrał jedynie cztery razy, więc po roku Delasau przeniósł się do Highlanders. W barwach zespołu z Otago wystąpił w ośmiu z czternastu meczów i zdobył 10 punktów. Kolejny sezon Delasau rozpoczął już we Francji - zamienił Super 14 na Top 14 i ASM Clermont. Po dwóch latach spędzonych w Owernii, kiedy to dwukrotnie został wicemistrzem Francji, zawodnik z Fidżi przeniósł się do US Montauban. Dwa ostatnie kluby Delasau reprezentował również w Pucharze Heinekena.

## Kariera reprezentacyjna

### Rugby 7
W kadrze rugby 7 Delasau zadebiutował w 1999 roku, po sezonie, w którym zdobył 82 przyłożenia. Do niego należy rekord pod względem liczby przyłożeń w jednym meczu podczas IRB Sevens World Series - w roku 2000, w meczu z Hongkongiem zdobył ich sześć. Te trzydzieści punktów daje Delasau równocześnie piąte miejsce na liście najlepiej punktujących zawodników w jednym meczu. Delasau wystąpił między innymi podczas Pucharu Świata siódemek, które odbyły się w 2009 w Dubaju, zwyciężył zaś w turnieju rugby 7 na World Games 2001.

### Rugby union
W reprezentacji piętnastoosobowej Dels po raz pierwszy wystąpił 30 czerwca 2000 roku w meczu przeciw Stanom Zjednoczonym. Pierwsze punkty dla Flying Fijans Delasau zdobył przeciw Manu Samoa w połowie 2001 roku. W 2003 dostał powołanie na finały Pucharu Świata. Zagrał team w czterech spotkaniach, ale nie udało mu się zdobyć punktu. Lepszy wynik udało mu się osiągnąć cztery lata później, kiedy to we Francji wystąpił we wszystkich pięciu spotkaniach swojej drużyny, podczas których zdobył piętnaście punktów.
W 2008 roku wystąpił w trzech spotkaniach Pacific Islanders, przeciw Anglii, Francji i Włoch. Podczas spotkania z tymi ostatnimi zdobył dwa przyłożenia, które znacznie przyczyniły się do pierwszego zwycięstwa tego zespołu w historii.

## Varia
W styczniu 2007 roku Delasau został ukarany ośmiomiesięcznym zakazem gry za posiadanie marihuany.